# Efecto suelo en coches

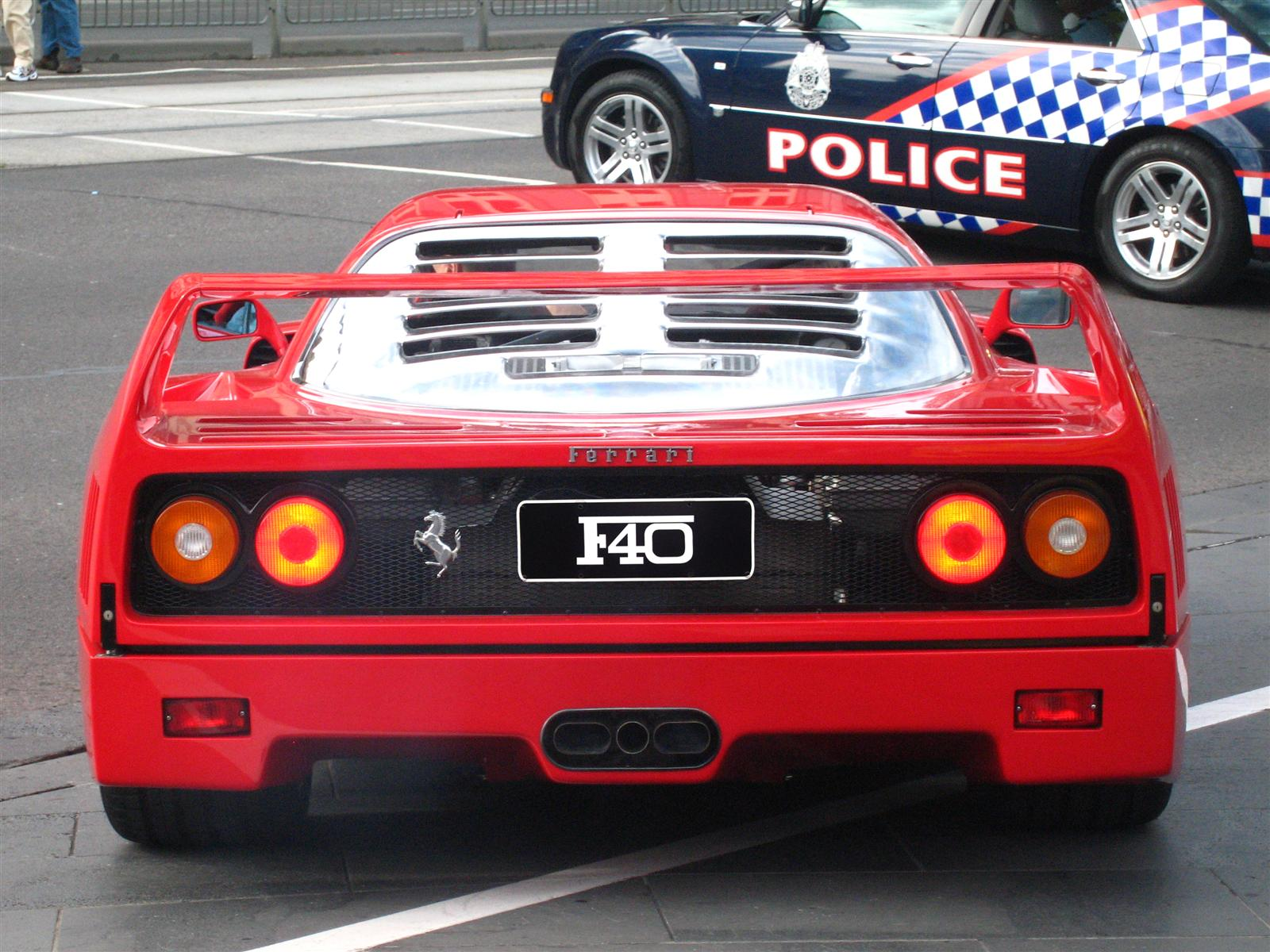
Ferrari F40: la parte inferior del coche viene con un difusor trasero grande para crear carga aerodinámica

El efecto suelo en coches es el caso específico del efecto suelo en el que el aire que entra entre el vehículo y la carretera aumenta su velocidad cuando el espacio entre las dos superficies disminuye; por lo tanto, disminuye la presión ejercida por el fluido en sí en sus superficies (depresión).
Este efecto puede ser explotado para aumentar la carga aerodinámica que empuja la parte inferior de los coches hacia abajo en una gran parte gracias a la fricción generada por los neumáticos; de esta manera se obtiene una mayor carga aerodinámica sin tener que utilizar otros apéndices spoilers, causando resistencia. El efecto suelo permite así un mejor agarre y la fricción vigor entre las partes de contacto (como neumáticos de vehículos).

## Principio
En el automovilismo se busca, al contrario que en aeronáutica, crear una zona de alta presión por encima del vehículo y una de baja presión por debajo. La diferencia de presiones provoca una succión que "aplasta" al vehículo contra el suelo llamada carga aerodinámica (downforce en inglés). Esto mejora el agarre, lo que se traduce en la posibilidad de trazar curvas a mayor velocidad.
Lo interesante del efecto suelo es que aumenta considerablemente el esfuerzo límite de adherencia entre los neumáticos y el suelo aerodinámicamente, sin aumentar la masa del automóvil, haciendo que el agarre sea mayor a mayores velocidades.
A menudo, la aplicación del efecto suelo en coches se relaciona con los monoplazas de Fórmula 1 que corrieron entre la segunda mitad de los  setenta y 1982, a pesar de que fue diseñado antes para coches GT en el Campeonato CanAm, exactamente el Chaparral (número de serie 2).y el Pronello Huayra en Sport Prototipo Argentino.

## Historia

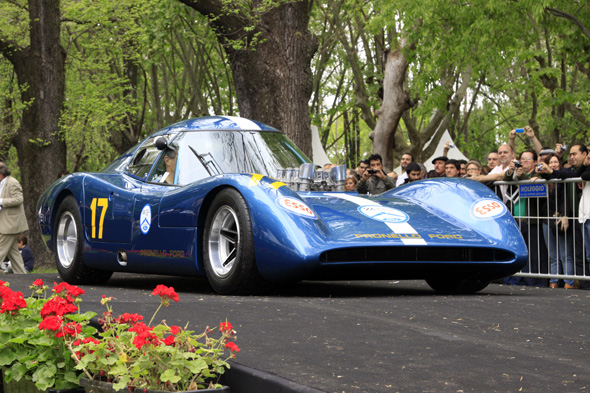
Pronello Huayra

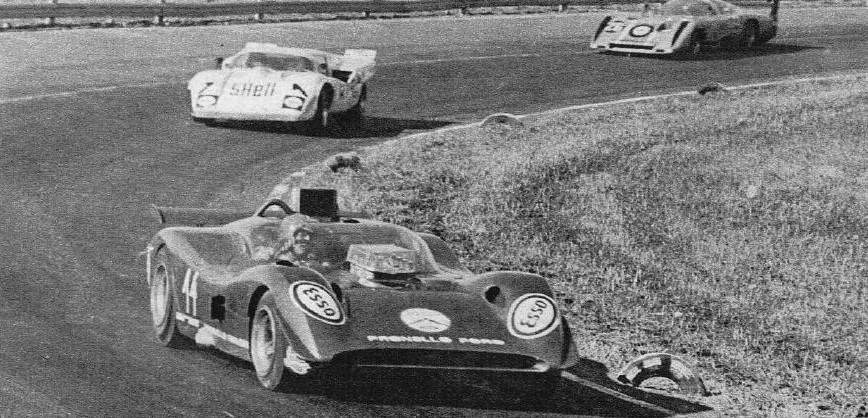
Pronello Huayra en configuración "Spider" de 1970

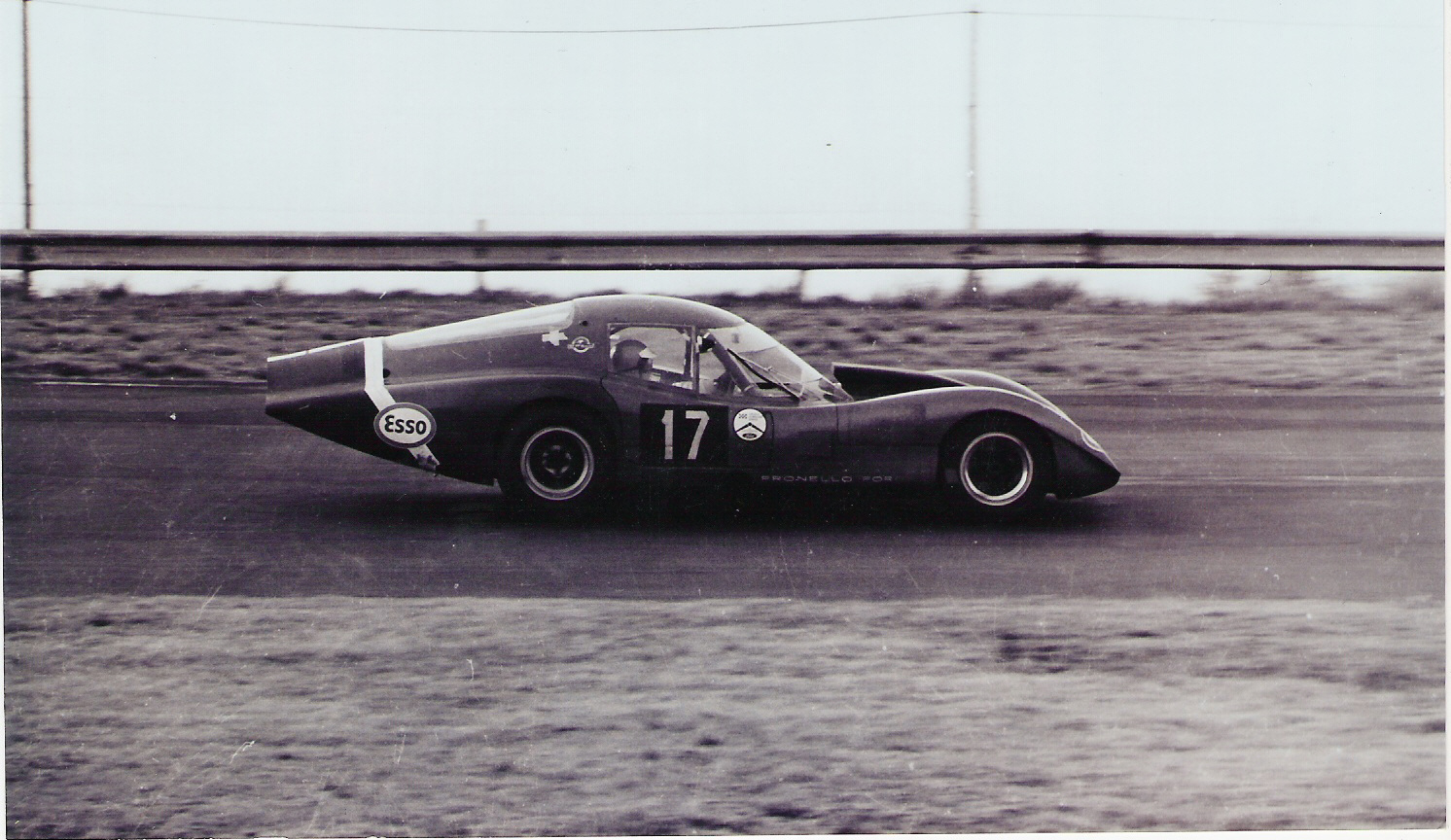
Pronello Huayra con extensión de cola

El Pronello Huayra Ford es un automóvil de competición argentino, diseñado por Heriberto Pronello y originado para la categoría "Sport Prototipo Argentino". se desarrolló durante el año 1968, debutando en dicha categoría en Córdoba en el año 1969 en manos de Carlos Reutemann y de Carlos Pascualini.
Durante el año 1968, se realizó un modelo en escala 1/5, el cual fue probado en la Fabrica Militar de Aviones (FMA). La misma disponía de un tunel de viento empleado por la Fuerza Aérea Argentina, demostrando la funcionalidad del efecto suelo a esa escala. En el año 2023, la unidad #002 del Pronello Huayra fue invitada al Goodwood Festival Of Speed. Durante su estadía en Inglaterra, esta unidad fue llevada al tunel de Catesby donde se le realizóun análisis aerodinámico completo, llevado a cabo por el ingeniero y profesor argentino Sergio Rinland.
“Siempre pensamos que tenía efecto suelo… Cuando Heriberto lo probó en la Universidad Nacional de Córdoba comprobó su resistencia al aire con un modelo a escala 1/5 que era perfecto, sin abertura de puertas y capót, sin las torretas de admisión…”, le dijo Rinland a Automundo.
“Las pruebas que hicimos en el Catesby Tunnel demostraron su gran eficiencia aerodinámica: obtuvimos un Cx 0.25 con la cola corta y un Cx 0.23 con la cola larga, que utilizaba en los circuitos más veloces. Casi, casi lo que había medido Heriberto en su momento”
“Tiene una forma resbaladiza y un piso plano con un difusor que le dio una gran ventaja en su día. El difusor tiene una relación de expansión que lo acerca a la carga aerodinámica máxima que se puede obtener de un difusor. El automóvil estaba en el túnel con cintas de presión agregadas para observar la distribución de presión alrededor del automóvil, lo que parece confirmar completamente que funciona exactamente como esperaba el diseñador”. comenta el diseñador austríaco Willem Toet.
Estas pruebas fueron realizadas con y sin la "cola larga" la cual se empleaba para circuitos de alta velocidad, con el vehículo propulsado por sus propios medios,a temperatura de trabajo, devolviendo resultados consistentes y repetibles.

## Historia en la Fórmula 1

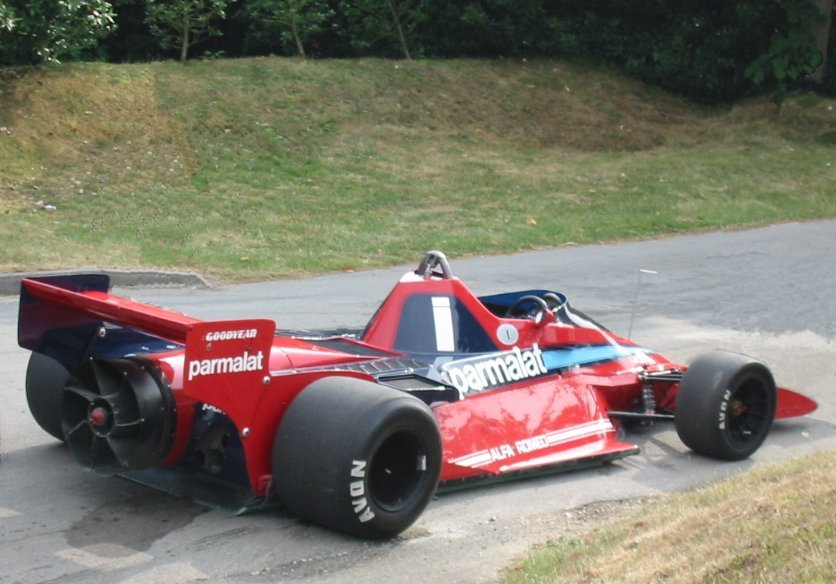
Brabham BT46B:

En lo que respecta a la Fórmula 1, este efecto se introdujo a finales de los años 1970 por parte de A. Balbas, ingeniero británico de origen alemán integrado en las filas de Lotus, mediante faldones y un diseño especial de la parte inferior de la carrocería para lograr un efecto Venturi que disminuyera la presión del aire debajo del monoplaza. Dada la efectividad del sistema, no tardó en ser copiado por los demás equipos. Otra técnica que se utilizó, concretamente en el Brabham BT46B, era la extracción del aire de debajo del vehículo mediante un ventilador situado horizontalmente, pero fue prohibida inmediatamente.
Sin embargo, esta técnica tenía el problema de que en cuanto no hubiese una presión lo suficientemente pequeña por debajo del vehículo, cosa que por ejemplo podía pasar si se pasaba a gran velocidad por encima de un bache y el vehículo daba un «saltito», éste podía volverse muy inestable e incluso podía «salir volando». Después de un período de «tolerancia» y tras varios accidentes muy aparatosos, en la mayoría de competiciones, incluida la Fórmula 1, se prohibió su utilización en los coches de Fórmula 1 a comienzos de 1983 y fue reemplazado por el ¨Fondo plano¨.
El problema se presentaba cuando los materiales de la banda de rodamiento de los neumáticos llegaban al límite de adherencia contra el suelo, o cuando por accidente se levantaba una rueda o el monoplaza avanzaba ladeado. Cuando esto ocurría, el vehículo simplemente se volvía incontrolable.
Esta condición causó gravísimos accidentes en competiciones de automóviles de carreras, especialmente en la Fórmula 1. Entre los más trágicos recordados está el que sufrió el piloto canadiense Gilles Villeneuve en la tanda clasificatoria del GP de Bélgica de 1982, donde al golpear con una de sus ruedas delanteras la rueda trasera de un auto rezagado, su Ferrari salió prácticamente volando, despidiendo por los aires a Villeneuve, quien murió como consecuencia de las heridas.